# Pycnota
Pycnota är ett släkte av skalbaggar som beskrevs av Étienne Mulsant och Claudius Rey 1874. Pycnota ingår i familjen kortvingar.
Släktet innehåller bara arten Pycnota paradoxa.